# BOOM+
BOOM+ is een Belgische lokale politieke partij te Boom.

## Geschiedenis
De partij werd opgericht in september 2024 als Boom één-scheurlijst door Nourdine El Kaouakibi (broer van Sihame El Kaouakibi). De partij overtuigde 12,1% van de kiezers, goed voor drie zetels in de Boomse gemeenteraad. Verkozenen zijn Nourdine El Kouakibi, Ali Manzo en Fatiha Haouat.